# بنيامين بولونجي
بنيامين بولونجي (بالفرنسية: Benjamin Boulenger)‏ (1 مارس 1990 في فرنسا - ) هو لاعب كرة قدم فرنسي في مركز حراسة المرمى. لعب مع نادي بولون ونادي رويال شارلروا ونادي لانس.

## وصلات خارجية
- بنيامين بولونجي على موقع رابطة كرة القدم الفرنسية للمحترفين (الإنجليزية)
- بنيامين بولونجي على موقع قاعدة بيانات كرة القدم.إي يو (الإنجليزية)
- بنيامين بولونجي على موقع Soccerway.com (الإنجليزية)
- بنيامين بولونجي على موقع AS.com (الإسبانية)